# Норт Ел Монт (Калифорнија)
Норт Ел Монт (енгл. North El Monte) насељено је место без административног статуса у америчкој савезној држави Калифорнија.

## Демографија
По попису из 2010. године број становника је 3.723, што је 20 (0,5%) становника више него 2000. године.
| Група             | 2000.         | 2010.         |
| Белци             | 1.706 (46,1%) | 1.193 (32,0%) |
| Афроамериканци    | 28 (0,8%)     | 33 (0,9%)     |
| Азијати           | 969 (26,2%)   | 1.437 (38,6%) |
| Хиспаноамериканци | 936 (25,3%)   | 1.002 (26,9%) |
| Укупно            | 3.703         | 3.723         |